# Campionat de Catalunya de waterpolo masculí
|  | Aquest article tracta sobre la competició masculina. Si cerqueu la competició femenina, vegeu «Campionat de Catalunya de waterpolo femení». |

El Campionat de Catalunya de waterpolo masculí, a partir de 1986 també anomenat Lliga catalana de waterpolo, fou una competició catalana de clubs de waterpolo masculins, creada l'any 1921. De caràcter anual, estava organitzada per la Federació Catalana de Natació. Fou el precedent de la Lliga espanyola de waterpolo masculina.

## Història
El Club Natació Barcelona fou el principal promotor i dominador d'aquest esport durant la primera meitat del segle xx. El 12 de juliol de 1908, el CN Barcelona organitzà el primer partit de waterpolo a Catalunya enfrontant-se a components de l'esquadra anglesa que estava de visita a la ciutat. Fou dins de l'àmbit d'aquest club que es començaren a disputar les primeres competicions amb equips anomenats “blanc”, “blau”, “blau-groc”, “blaugrana”, etc. La creació del Club Natació Athlètic l'any 1913 possibilità la creació de la primera competició entre clubs, que fou anomenada "Primer Concurs Espanyol de Waterpolo". Però no fou fins a la creació de la Federació Catalana de Natació Amateur el 25 de febrer de 1921 que es creà el primer Campionat de Catalunya de l'especialitat.
Els primers campionats es van dividits en tres categories, però les dues primeres gairebé només s'hi inscrivien equips del CN Barcelona, que esdevenia campió català de primera categoria sense jugar. La majoria de clubs participaven en els campionats de categoria inferior, com s'explica en un article publicat a L'Esport Català el 9 de juny de 1925.
| «                             | Hi ha tres categories de waterpolistes, i és dona la paradoxa que el campionat més disputat, el més renyit i el que els Clubs miren amb més interès, és precisament el de categoria inferior, el de tercera categoria. Ni el de segona ni el de primera categoria no tenen cap importància, esportivament. I és que als Clubs els sembla molt més fàcil d'aconseguir la victòria en aquesta categoria inferior que no pas en la superior. I el que resulta amb això és que mai no surten bons equips per a disputar el veritable títol de campió, perquè com que mai s'arrisquen a lluitar amb equips més forts no es marca un pas ascensional. | » |
| — Desconegut, L'Esport Català | |   |

A partir de la temporada 2006-07, es reformulà la competició i fou substituïda per la Copa Catalunya de waterpolo.

## Historial
| En negreta = Equip guanyador (1) = Nombre de títols (prò.) = Pròrroga |
| Campionat de segon nivell                                             |

| Edició                          | Temporada                      | Campió                         | Resultat                       | Subcampió                      | refs                           |
| Campionat de Primera Categoria  | Campionat de Primera Categoria | Campionat de Primera Categoria | Campionat de Primera Categoria | Campionat de Primera Categoria | Campionat de Primera Categoria |
| ------------------------------- | ------------------------------ | ------------------------------ | ------------------------------ | ------------------------------ | ------------------------------ |
| I                               | 1921                           | CN Barcelona (1)               |                                |                                | [ 3 ]                          |
| II                              | 1922                           | CN Barcelona (2)               |                                |                                | [ 3 ]                          |
| III                             | 1923                           | CN Barcelona (3)               |                                |                                | [ 3 ]                          |
| IV                              | 1924                           | CN Barcelona (4)               |                                |                                | [ 3 ]                          |
| V                               | 1925                           | CN Barcelona (5)               |                                |                                | [ 3 ]                          |
| VI                              | 1926                           | CN Barcelona (6)               |                                |                                | [ 3 ]                          |
| no es disputà el 1927           |                                |                                |                                |                                |                                |
| VII                             | 1928                           | CN Barcelona (7)               | Abd                            | CN Atlètic                     | [ 3 ] [ 4 ]                    |
| VIII                            | 1929                           | CN Barcelona (8)               |                                |                                | [ 3 ]                          |
| IX                              | 1930                           | CN Barcelona (9)               |                                |                                | [ 3 ]                          |
| X                               | 1931                           | CN Barcelona (10)              |                                |                                | [ 3 ]                          |
| no es disputà entre 1932 i 1933 |                                |                                |                                |                                |                                |
| XI                              | 1934                           | CN Barcelona (11)              |                                |                                | [ 3 ]                          |
| no es disputà entre 1935 i 1940 |                                |                                |                                |                                |                                |
| XII                             | 1941                           | CN Barcelona (12)              | lligueta                       | CN Sabadell                    | [ 5 ] [ 6 ]                    |
| XIII                            | 1942                           | CN Barcelona (13)              | lligueta                       | CN Terrassa                    | [ 3 ] [ 7 ]                    |
| XIV                             | 1943                           | CN Barcelona (14)              | lligueta                       | CN Sabadell                    | [ 3 ] [ 8 ]                    |
| XV                              | 1944                           | CN Barcelona (15)              | lligueta                       | CN Martorell                   | [ 9 ] [ 10 ]                   |
| XVI                             | 1945                           | CN Barcelona (16)              | lligueta                       | CN Sabadell                    | [ 3 ] [ 11 ]                   |
| XVII                            | 1946                           | CN Barcelona (17)              | lligueta                       | CN Martorell                   | [ 3 ] [ 12 ]                   |
| XVIII                           | 1947                           | CN Barcelona (18)              | lligueta                       | CN Reus Ploms                  | [ 13 ]                         |
| XIX                             | 1948                           | CN Barcelona (19)              | lligueta                       | CN Sabadell                    | [ 14 ]                         |
| XX                              | 1949                           | CN Barcelona (20)              | lligueta                       | CN Sabadell                    | [ 3 ] [ 15 ]                   |
| XXI                             | 1950                           | CN Barcelona (21)              | lligueta                       | CN Martorell                   | [ 3 ] [ 16 ]                   |
| XXII                            | 1951                           | CN Barcelona (22)              | lligueta                       | CN Sabadell                    | [ 3 ] [ 17 ]                   |
| XXIII                           | 1952                           | CN Barcelona (23)              | 16-0 / 5-2                     | CN Sabadell                    | [ 3 ] [ 18 ]                   |
| XXIV                            | 1953                           | CN Barcelona (24)              | lligueta                       | CN Martorell                   | [ 3 ] [ 19 ]                   |
| XXV                             | 1954                           | CN Barcelona (25)              | 5-1                            | CN Martorell                   | [ 3 ] [ 20 ]                   |
| XXVI                            | 1955                           | CN Barcelona (26)              | lligueta                       | CN Martorell                   | [ 3 ] [ 21 ]                   |
| XXVII                           | 1956                           | CN Barcelona (27)              | lligueta                       | CN Atlètic                     | [ 3 ] [ 22 ]                   |
| XXVIII                          | 1957                           | CN Barcelona (28)              | lligueta                       | CN Catalunya                   | [ 3 ] [ 23 ]                   |
| XXIX                            | 1958                           | CN Barcelona (29)              | lligueta                       | CN Atlètic                     | [ 3 ] [ 24 ]                   |
| XXX                             | 1959                           | CN Barcelona (30)              | lligueta                       | CN Sabadell                    | [ 3 ] [ 25 ]                   |
| XXXI                            | 1960                           | CN Barcelona (31)              | lligueta                       | CN Sabadell                    | [ 3 ]                          |
| XXXII                           | 1961                           | CN Barcelona (32)              | lligueta                       | CN Catalunya                   | [ 3 ] [ 28 ]                   |
| XXXIII                          | 1962                           | CN Barcelona (33)              | lligueta                       | CN Sabadell                    | [ 3 ] [ 29 ]                   |
| XXXIV                           | 1963                           | CN Barcelona (34)              | lligueta                       | CN Catalunya                   | [ 3 ] [ 30 ]                   |
| XXXV                            | 1964                           | CN Barcelona (35)              | lligueta                       | CN Sabadell                    | [ 3 ] [ 31 ]                   |
| XXXVI                           | 1965                           | CN Barcelona (36)              | lligueta                       | CN Sabadell                    | [ 3 ] [ 32 ]                   |
| XXXVII                          | 1966                           | CN Barcelona (37)              | lligueta                       | CN Sabadell                    | [ 3 ] [ 33 ]                   |
| XXXVIII                         | 1967                           | CN Barcelona (38)              | lligueta                       | CN Barceloneta                 | [ 3 ] [ 34 ]                   |
| XXXIX                           | 1968                           | CN Barcelona (39)              | lligueta                       | CN Barceloneta                 | [ 3 ] [ 35 ]                   |
| XL                              | 1969                           | CN Barceloneta (1)             | lligueta                       | CN Barcelona                   | [ 3 ] [ 36 ]                   |
| XLI                             | 1970                           | CN Barcelona (40)              | lligueta                       | CN Barceloneta                 | [ 3 ] [ 37 ]                   |
| XLII                            | 1971                           | CN Barcelona (41)              | lligueta                       | CN Barceloneta                 | [ 3 ] [ 38 ]                   |
| XLIII                           | 1972                           | CN Barcelona (42)              | lligueta                       | CN Barceloneta                 | [ 3 ] [ 39 ]                   |
| XLIV                            | 1973                           | CN Barceloneta (2)             | lligueta                       | CN Barcelona                   | [ 3 ] [ 40 ]                   |
| XLV                             | 1974                           | CN Barcelona (43)              | lligueta                       | CN Barceloneta                 | [ 3 ] [ 41 ]                   |
| XLVI                            | 1975                           | CN Barcelona (44)              | lligueta                       | CN Barceloneta                 | [ 3 ] [ 42 ]                   |
| XLVII                           | 1976                           | CN Barceloneta (3)             | lligueta                       | CN Barcelona                   | [ 3 ] [ 43 ]                   |
| XLVIII                          | 1977                           | CN Barcelona (45)              | lligueta                       | CN Montjuïc                    | [ 3 ] [ 44 ]                   |
| XLIX                            | 1978                           | CN Barcelona (46)              | lligueta                       | CN Montjuïc                    | [ 3 ] [ 45 ]                   |
| L                               | 1979                           | CN Montjuïc (1)                | lligueta                       | CN Barcelona                   | [ 46 ] [ 47 ]                  |
| Campionat de Segona Categoria   |                                |                                |                                |                                |                                |
| LI                              | 1979-80                        | Unió Esportiva d'Horta         |                                |                                | [ 3 ]                          |
| LII                             | 1980-81                        | CN Molins de Rei               |                                |                                | [ 3 ]                          |
| LIII                            | 1981-82                        | CN Molins de Rei               |                                |                                | [ 3 ]                          |
| LIV                             | 1982-83                        | CN Molins de Rei               |                                |                                | [ 3 ]                          |
| LV                              | 1983-84                        | CN Sabadell                    |                                |                                | [ 3 ]                          |
| LVI                             | 1984-85                        | Centre Natació Mataró          |                                |                                | [ 3 ]                          |
| LVII                            | 1985-86                        | GEiEG Girona                   |                                |                                | [ 3 ]                          |
| LVIII                           | 1986-87                        | CN Martorell                   |                                |                                | [ 3 ]                          |
| Lliga catalana de waterpolo     |                                |                                |                                |                                |                                |
| I                               | 1986-87                        | CN Catalunya (1)               | lligueta                       |                                | [ 48 ]                         |
| II                              | 1987-88                        | CN Catalunya (2)               | 8-6 / 11-9                     | CN Barcelona                   | [ 49 ] [ 50 ]                  |
| III                             | 1988-89                        | CN Barcelona (47)              | 7-6 / 9-8                      | CN Catalunya                   | [ 51 ] [ 52 ]                  |
| IV                              | 1989-90                        | CN Barcelona (48)              | 2-1                            | CN Catalunya                   | [ 53 ] [ 54 ] [ 55 ]           |
| V                               | 1990-91                        | CN Catalunya (3)               | 2-1                            | CN Barcelona                   | [ 56 ] [ 57 ] [ 58 ]           |
| VI                              | 1991-92                        | CN Catalunya (4)               |                                | CE Mediterrani                 |                                |
| VII                             | 1992-93                        | CN Catalunya (5)               | 14-10 / 17-9                   | CN Terrassa                    | [ 59 ]                         |
| VIII                            | 1993-94                        | CN Catalunya (6)               | 11-10 (prò.)                   | CN Sabadell                    | [ 60 ]                         |
| IX                              | 1994-95                        | CN Barcelona (49)              | 9-5                            | CN Sabadell                    | [ 61 ]                         |
| X                               | 1995-96                        | CE Mediterrani (1)             | 10-9                           | CN Sabadell                    |                                |
| XI                              | 1996-97                        | CN Atlètic Barceloneta (4)     | 10-7                           | CN Poble Nou                   |                                |
| XII                             | 1997-98                        | CE Mediterrani (2)             | 6-5                            | CN Mataró                      |                                |
| XIII                            | 1998-99                        | CN Atlètic Barceloneta (5)     |                                | CE Mediterrani                 | [ 62 ]                         |
| XIV                             | 1999-00                        | CN Atlètic Barceloneta (6)     | 11-9 (prò.)                    | CE Mediterrani                 | [ 63 ]                         |
| XV                              | 2000-01                        | CE Mediterrani (3)             | 8-7                            | CN Catalunya                   | [ 64 ]                         |
| XVI                             | 2001-02                        | CN Barcelona (50)              | 11-9                           | CN Sabadell                    | [ 65 ]                         |
| XVII                            | 2002-03                        | CN Catalunya (7)               | 7-2                            | CN Terrassa                    | [ 66 ] [ 67 ]                  |
| XVIII                           | 2003-04                        | CN Barcelona (51)              | 12-7                           | CN Sabadell                    | [ 68 ]                         |
| XIX                             | 2004-05                        | CN Barcelona (52)              | 6-2                            | CN Terrassa                    | [ 69 ]                         |
| XX                              | 2005-06                        | CN Sabadell (1)                | 10-8                           | CN Mataró                      | [ 70 ] [ 71 ]                  |

## Palmarès
| Campionat de Catalunya / Lliga Catalana | Campionat de Catalunya / Lliga Catalana | Campionat de Catalunya / Lliga Catalana | Campionat de Catalunya / Lliga Catalana | Campionat de Catalunya / Lliga Catalana | Campionat de Catalunya / Lliga Catalana                                                                                   |
| Equip                                   | Campió                                  | Subcampió                               | Finals                                  | Anys campió | Anys subcampió |
| --------------------------------------- | --------------------------------------- | --------------------------------------- | --------------------------------------- | --- | --- |
| Club Natació Barcelona                  | 52                                      | 6                                       | 58                                      | 1921, 1922, 1923, 1924, 1925, 1926, 1928, 1929, 1930, 1931, 1934, 1941, 1942, 1943, 1944, 1945, 1946, 1947, 1948, 1949, 1950, 1951, 1952, 1953, 1954, 1955, 1956, 1957, 1958, 1959, 1960, 1961, 1962, 1963, 1964, 1965, 1966, 1967, 1968, 1970, 1971, 1972, 1974, 1975, 1977, 1978, 1988-89, 1989-90, 1994-95, 2001-02, 2003-04, 2004-05 | 1969, 1973, 1976, 1979, 1987-88, 1990-91                                                                                  |
| Club Natació Catalunya                  | 7                                       | 6                                       | 13                                      | 1986-87, 1987-88, 1990-91, 1991-92, 1992-93, 1993-94, 2002-03 | 1957, 1961, 1963, 1988-89, 1989-90, 2000-01                                                                               |
| Club Natació Atlètic Barceloneta        | 6                                       | 10                                      | 16                                      | CNB: 1969, 1973, 1976 / CNAB: 1996-97, 1998-99, 1999-00 | CNA: 1928, 1956, 1958 / CNB: 1967, 1968, 1970, 1971, 1972, 1974, 1975                                                     |
| Club Esportiu Mediterrani               | 3                                       | 3                                       | 6                                       | 1995-96, 1997-98, 2000-01 | 1991-92, 1998-99, 1999-00                                                                                                 |
| Club Natació Sabadell                   | 1                                       | 18                                      | 19                                      | 2005-06 | 1941, 1943, 1945, 1948, 1949, 1951, 1952, 1959, 1960, 1962, 1964, 1965, 1966, 1993-94, 1994-95, 1995-96, 2001-02, 2003-04 |
| Club Natació Montjuïc                   | 1                                       | 2                                       | 3                                       | 1979 | 1977, 1978 |
| Club Natació Martorell                  | 0                                       | 6                                       | 6                                       | - | 1944, 1946, 1950, 1953, 1954, 1955                                                                                        |
| Club Natació Terrassa                   | 0                                       | 4                                       | 4                                       | - | 1942, 1992-93, 2002-03, 2004-05                                                                                           |
| Centre Natació Mataró                   | 0                                       | 2                                       | 2                                       | - | 1997-98, 2005-06 |
| Club Natació Poble Nou                  | 0                                       | 1                                       | 1                                       | - | 1996-97 |
| Club Natació Reus Ploms                 | 0                                       | 1                                       | 1                                       | - | 1947 |